# Razundara Tjikuzu
Razundara Tjikuzu (* 12. Dezember 1979 in Swakopmund, Südwestafrika) ist ein ehemaliger namibischer Fußballspieler.

## Laufbahn
Der als Halbwaise in Südwestafrika (seit 1990 Namibia) aufgewachsene Defensivspieler schloss sich in seinem Heimatland keinem Fußballverein an. 1995 wurde er von Werder Bremen entdeckt und zunächst für ein Jahr für die Jugendmannschaften des Vereins verpflichtet. Tjikuzu, der zuvor nie Deutsch gesprochen hatte, erlangte daraufhin schon nach wenigen Monaten den Hauptschulabschluss in Bremen und gelangte schließlich nach drei Jahren im Internat des SV Werder ab 1998 in Bremens zweite Mannschaft im Seniorenbereich, für die er in der Regionalliga Nord antrat. 
Zur Bundesliga-Saison 1999/2000 rückte Tjikuzu in den Kader der ersten Bremer Mannschaft auf und debütierte bereits am ersten Spieltag in der Startelf des Teams. Mit insgesamt 26 Einsätzen während der gleichen Saison wurde Tjikuzu zum Stammspieler. Aufgrund disziplinarischer Probleme konnte er sich in Bremen jedoch nicht dauerhaft etablieren. Mehrfach soll er angetrunken beim Training erschienen sein, oft verspätete er sich oder fehlte unentschuldigt. 2002 wurde Tjikuzu in die zweite Mannschaft Bremens zurückversetzt und ihm ein Vereinswechsel nahegelegt. Neben Anpassungsschwierigkeiten in Deutschland soll auch die Trennung von seiner damaligen Freundin, mit der er ein gemeinsames Kind hat, Grund für seine disziplinarischen Probleme gewesen sein. Obgleich er zum Ende der Saison 2002/03 nochmals für Bremens erste Mannschaft in der Bundesliga auflief, wechselte Tjikuzu im Sommer 2003 zum Bundesliga-Konkurrenten Hansa Rostock. Für Bremen hatte Tjikuzu 68 Bundesligaspiele, drei Einsätze im DFB-Pokal (ein Tor) sowie einen Einsatz im Ligapokal bestritten. 
In Rostock absolvierte Tjikuzu zunächst während der Saison 2003/04 alle 34 Ligapartien und erzielte am 22. November 2003 gegen den FC Schalke 04 sein erstes Bundesliga-Tor. Jedoch ergaben sich erneut disziplinarische Probleme, deren Höhenpunkt ein von Tjikuzu in alkoholisiertem Zustand verursachter Autounfall darstellte, in dessen Folge er zudem Fahrerflucht beging. Im Frühjahr der Saison 2004/05, in der Tjikuzu weitere 15 Einsätze bestritten hatte, wurde sein Vertrag mit dem F.C. Hansa schließlich vereinsseitig gekündigt, nachdem er unentschuldigt im Training gefehlt hatte. Sein zu diesem Zeitpunkt bereits feststehender Wechsel zum Hamburger SV zur Folgesaison kam vor diesem Hintergrund nicht mehr zustande. Zur Saison 2005/06 wechselte Tijkuzu stattdessen zum Bundesliga-Aufsteiger MSV Duisburg. Für Rostock hatte er 49 Ligaspiele (vier Tore), vier Einsätze im Pokal (ein Tor) und einen Einsatz im Ligapokal bestritten. 
Für den MSV absolvierte Tjikuzu 23 Partien in der Bundesliga sowie einen Einsatz im Pokal, machte jedoch auch in Duisburg mit Alkoholmissbrauch auf sich aufmerksam und verließ den Verein bereits nach einer Spielzeit.
Am 25. Juni 2006 gab Tjikuzu seinen Wechsel zu Çaykur Rizespor bekannt. Nach 16 Einsätzen in der türkischen Süper Lig für Rizespor in der Saison 2006/07 wechselte er zur Saison 2007/08 zum Istanbuler Erstliga-Aufsteiger Istanbul Büyükşehir Belediyespor, bei dem er einen Vertrag bis 2010 unterschrieb. Mit 29 Einsätzen während der Saison trug Tjikuzu zum Klassenerhalt des Aufsteigers als zwölfter der Abschlusstabelle bei. In der Folgesaison 2008/09 absolvierte Tjikuzu nochmals 25 Einsätze für Istanbul, bevor er im Sommer 2009 innerhalb der türkischen Süper Lig zu Trabzonspor wechselte, sich dort aber nicht durchsetzen konnte und Anfang 2010 zu Diyarbakırspor verliehen wurde. Mit Diyarbakırspor stieg Tjikuzu daraufhin in die zweitklassige 1. Lig ab und kehrte nach Trabzon zurück, wo jedoch nicht mehr mit ihm geplant wurde. Im August 2010 unterschrieb er daraufhin einen neuen Vertrag beim Erstligisten Kasımpaşa Istanbul. Zum Saisonende schaffte Kasımpaşa den Klassenerhalt nicht und trennte sich von Tjikuzu. Von August 2012 bis Sommer 2013 lief er bei Tigers in Windhoek auf. Im Sommer 2013 wechselte dann Tijkuzu innerhalb der Liga, von den Tigers zu den African Stars und kam nach einer Saison als Kapitän bei UNAM FC unter. Anfang Oktober 2015 wechselte dann Tijkuzu in die namibische 3. Liga zu SK Windhoek.
Für die namibische Fußballnationalmannschaft spielte Tjikuzu bis März 2008 47 Mal.
2018 beendete er seine Karriere.

## Erfolge
Tjikuzu erreichte im DFB-Pokal 1999/2000 mit Werder Bremen das Finale und unterlag in diesem Bayern München.